# Apolonia Ustrzycka
Apolonia Ustrzycka herbu Przestrzał (ur. 17 stycznia 1736, zm. 1814) – stolnikówna, żona dwóch książąt, generałowa, posiadaczka starostwa sokalskiego w 1752 roku.

## Życiorys
Była córką Bazylego Ustrzyckiego (1715–2 września 1751) – posła do Turcji, stolnika przemyskiego i żydaczowskiego i cześnikówny bracławskiej – Katarzyny Zielonki.
Apolonię poślubił w 1749 r. gen. książę Antoni Lubomirski herbu Szreniawa bez Krzyża (1718–1782) syn Józefa – właściciel Boguchwały i Przeworska, który po rozwodzie wziął ślub z Zofią Krasińską w 1754 r.
Drugim mężem Apolonii Ustrzyckiej został 21 stycznia 1751 książę Kazimierz Poniatowski, herbu Ciołek, (1721–1800), generał wojska koronnego, książę nadany (1764), podkomorzy wielki koronny, który w 1765 dla Henrietty Lullier – faworyty swojego brata króla Polski Stanisława Augusta Poniatowskiego kupił posesję przy Krakowskim Przedmieściu w Warszawie, gdzie wzniósł dwupiętrową kamienicę.
Jej mąż oddawał się zabawom i hulankom, miał opinię "najlubieżniejszego człowieka". W 1775 za pożyczone pieniądze otrzymał na własność starostwo szadowskie na Żmudzi, a latach 1772–1780 założył kompleks pałacowo-ogrodowy "Na Książęcem" w warszawskiej jurydyce Solec.
Dzieci Apolonii i księcia Kazimierza Poniatowskiego:
- Stanisław Poniatowski (podskarbi litewski), herbu Ciołek, (ur. 23 listopada 1754 w Warszawie, zm. 13 lutego 1833) – podskarbi wielki litewski, Szef Regimentu Gwardii Pieszej Koronnej 1782–1789, starosta podolski, 1784–1791 podskarbi wielki litewski, wielokrotny poseł (m.in. marszałek sejmu w 1780, na którym bronił Kodeksu Zamoyskiego, od 1776 członek Komisji Edukacji Narodowej, starosta stryjski (1754–1833). Jego żoną została Kasandra Luci (1785–1863).
- ks. Konstancja Poniatowska h. Ciołek (1759–1830) – żona Ludwika Tyszkiewicza, h. Leliwa, (1750–1808) – posła, hetmana polnego litewskiego (1780), marszałka wielkiego litewskiego (1793), pisarza wielkiego litewskiego (1775), podskarbiego wielkiego koronnego (1791).
- Katarzyna ks. Poniatowska h. Ciołek (ur. 1760).